# Sanyo MBC-1200
Sanyo MBC-1200 (MBC-1200 / 1250) је професионални рачунар, производ фирме Санио (Sanyo) који је почео да се израђује у Јапану током 1982. године.
Користио је Z80-A као централни микропроцесор а RAM меморија рачунара MBC-1200 је имала капацитет од 64 KB. 
Као оперативни систем кориштен је CP/M.

## Детаљни подаци
Детаљнији подаци о рачунару MBC-1200 су дати у табели испод.
|                       |                                                                        |
| [ 1 ]                 |                                                                        |
| Произвођач            | Санио                                                                  |
| Тип                   | професионални рачунар                                                  |
| Меморија              | 64 KB                                                                  |
| Поријекло             | Јапан                                                                  |
| Година                | 1982                                                                   |
| Тастатура             | пуни помак тастера, 83 са 17 функцијских тастера и нумеричка тастатура |
| Процесор              |                                                                        |
| Фреквенција процесора | 4                                                                      |
| RAM                   | 64 KB                                                                  |
| ROM                   | непознато                                                              |
| Текст                 | 80 знакова x 25/33/40 линија                                           |
| Графика               | 640 x 400 пиксела                                                      |
| Боја                  | једна боја                                                             |
| Звук                  | мали звучник                                                           |
| Димензије             | 41 (ширина) x 33,7 (дубина) x 37 (висина)                              |
| Портови               |                                                                        |
| Оперативни систем     |                                                                        |